# Flickskola

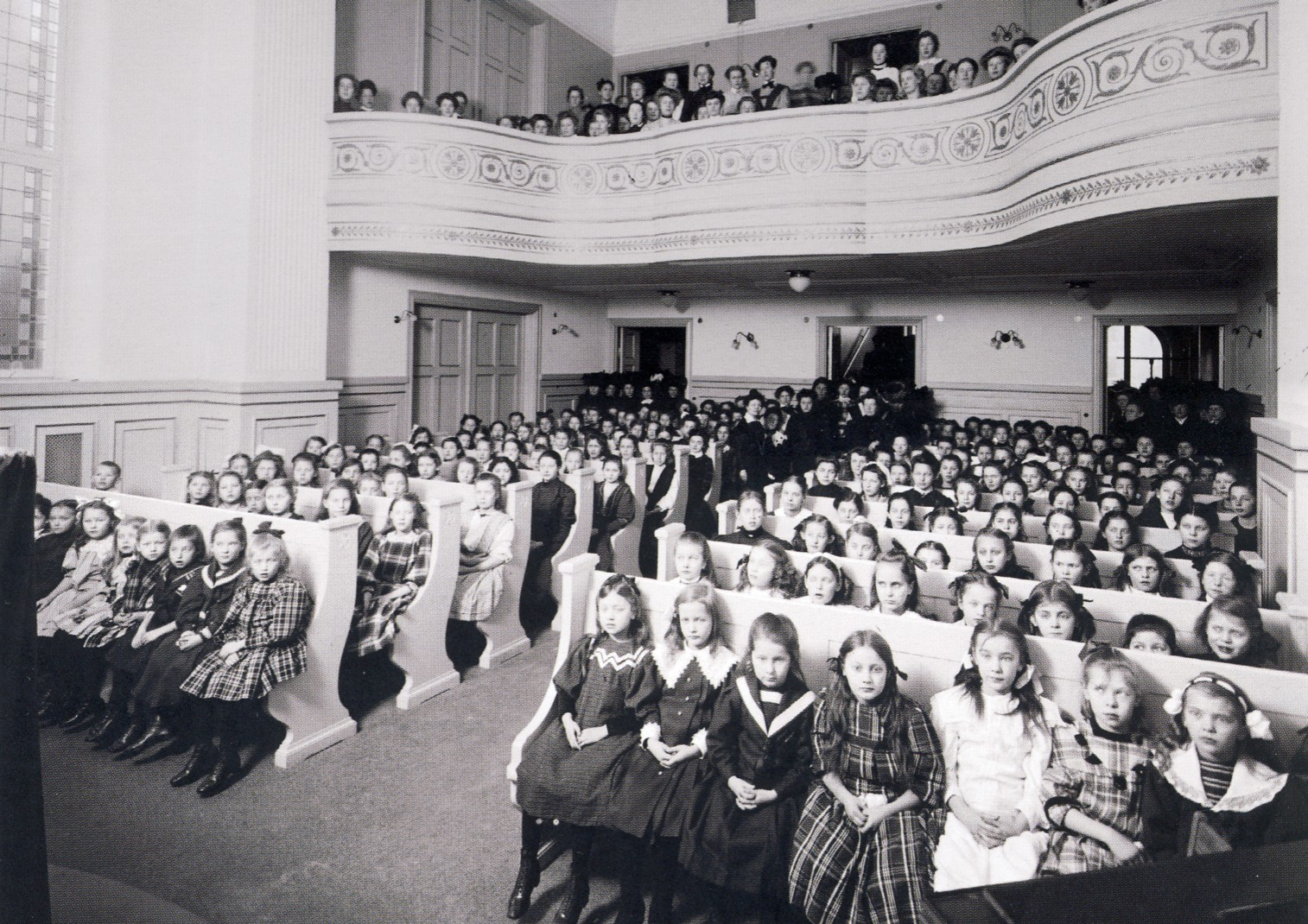
Samling i bönsalen i Wallinska skolan i Stockholm, 1908.

Flickskola är en skolform för enbart flickor, främst på läroverksnivå–sekundärstadiet. Flickskolor var vanliga i många länder fram till 1970-talet; därefter har vissa länder avskaffat dem medan andra har dem kvar. Utanför västvärlden är flickskolor vanligare, då det fortfarande finns ett ideal med könssegregering mellan könen i vissa kulturer. 
Historiskt sett har syftet med könssegregering mellan flickor och pojkar i skolundervisningen varit två: dels har det ansetts omoraliskt att låta flickor och pojkar umgås med varandra i skolan eftersom det kunde leda till sexuella kontakter, och dels har kvinnor och män historiskt haft olika roller i samhället och därför ansetts behöva olika sorters undervisning.
Vissa förespråkare för flickskolor har menat att flickor åtminstone i en del flickskolor kan känna sig mer trygga, fria och självsäkra i en miljö utan pojkar. Därmed kan de också våga ta mer risker. Den ökade självsäkerheten bär de med sig också efter skolan.  Dessa eventuella fördelar med könssegregation i skolväsendet har diskuterats åtminstone från 1990-talet.

## Danmark
Under 1700-talet fanns ett antal flickpensioner i Köpenhamn, så som Madam Lindes Institut och Madam Thonboes Institut. I slutet av seklet började mer seriösa flickskolor grundas i Köpenhamn och därefter i provinserna. Den första var J. Cl. Todes Døtreskole år 1787, följd av Døtreskolen af 1791. När allmän grundskola för båda könen infördes i Danmark 1814, blev det sed att undervisa flickor och pojkar i skilda klasser.  Den första flickskolan utanför Köpenhamn var Elise Smiths Skole i Århus 1824, men det var först under 1830- och 40-talen som de på allvar spred sig utanför huvudstaden. 
År 1845 utfärdade Köpenhamns skoldirektion en ny skolmyndighet som skulle kontrollera utbildningen för privatlärare i Köpenhamn.  De flesta privatskolor i Köpenhamn drevs av kvinnor, och för att möta detta behov öppnade Annestine Beyer och Emil Bojsen, år 1846 Den højere Dannelsesanstalt for Damer för att utbilda kvinnliga lärare.  Detta var den första akademiska yrkeshögskola öppen för kvinnor i Danmark.  Denna tidpunkt fram till cirka 1920 brukar kallas flickskolornas blomstringsepok i Danmark.
Universiteten öppnades för kvinnor 1875, men inte de så kallade latinskolorna, det vill säga gymnasierna eller läroverken. 1885 fick därför N. Zahles Skole som första danska flickskola rätt att utfärda studentexamen. Skollagen från 1903 gav både könen rätt till att gå gymnasium. Under 1950-talet omvandlades Danmarks flickskolor till samskolor.

## Finland
I Finland var det länge sed att döttrar ur överklassen sändes till Sverige för att gå i någon flickskola eller flickpension där. År 1788 grundades Finlands och Nordens första offentliga flickskola, Fruntimmersskolan i Viborg, efter mönster för den tyska Töchterschule. 
I slutet av 1700-talet och början av 1800-talet uppkom ett antal flickpensioner i Finland. I Åbo fanns under 1700-talet ett antal flickpensioner, som anklagades för ytlighet och fåfänga av bland andra Jakob Tengström i Åbo Tidningar 1793. Bland de mer kända nämns Christina Krooks pension och Salmbergska flickpensionen i Åbo, och Friherrinnan von Rosens flickpension i Helsingfors.
Kirsi Vainio-Korhonen menar dock att åtminstone en del av pensionerna var bättre än det rykte de senare fick; dagens uppfattning grundar sig långt på kritikernas beskrivningar.
En debatt om de otillräckliga utbildningsmöjligheterna för flickor, och den dåliga nivån på utbildningen i flickpensionerna, resulterade i att undervisning för flickor togs med i 1843 års skolordning, vilket resulterade i att Svenska fruntimmersskolan i Åbo och Svenska fruntimmersskolan i Helsingfors grundades av myndigheterna på statens bekostnad året därpå. Dess syfte var att undervisa "döttrar till bildade föräldrar" i de kunskaper som då ansågs lämpliga för kvinnor. Den följdes av liknande privata skolor i många av Finlands städer, som ofta också kallades "fruntimmersskolan". Utbildningen i dessa skolor utvecklades sedan allteftersom till en allt högre nivå. 
Från 1870 fick kvinnor studera på universiteten, dock endast med särskild dispens. Heurlinska skolan i Åbo blev 1894 den första flickskolan i Finland som 1894 fick rätt att dimittera studenter och därmed bereda väg för flickor till universitetet. Från 1901 krävdes inte längre någon dispens för universitetsstudier. Mellan 1950- och 1970-talet omvandlades Finlands flickskolor till samskolor.

## Frankrike
I Frankrike kunde flickor före franska revolutionen, i enlighet med vad som var vanligt i katolska länder, traditionellt utbildas i klosterskolor som drevs som flickpensioner av nunnor. Ett typiskt sådant exempel var Abbaye de Penthemont i Paris. Denna typ av flickskolor drevs oftast av någon nunneorden som hade specialiserat sig på just undervisning, såsom ursulinerorden. Den första sekulära flickskolan var den berömda Maison royale de Saint-Louis, som grundades av Madame de Maintenon 1684. 
Efter franska revolutionen blev det vanligt med sekulära flickpensioner och flickskolor drivna av guvernanter och kvinnliga lärare i stället för nunnor. En av de mest uppmärksammade franska flickpensionerna var den som drevs av Jeanne-Louise-Henriette Campan, L'Institution nationale de Saint-Germain, en föregångare för Napoleons flickskola Maison d'éducation de la Légion d'honneur.  
Frankrike inkluderade formellt flickor i den allmänna franska grundskolan från 1836, men sekundärutbildning för flickor överläts till klosterskolor eller flickpensioner, och på grund av bristen på lärarprogram för kvinnor var majoriteten av kvinnliga lärare antingen nunnor eller guvernanter. Kvinnor fick från 1861 studera på universiteten, de kvinnliga universitetsstudenterna var länge mycket få, och på grund av den dåliga sekundärutbildningen var det svårt för en kvinnliga elev att kvalificera sig för tuniversitetet. 
Först 1879 infördes statliga gymnasier och lärarprogram även för kvinnor: dessa bestod då av statliga flickskolor, eftersom sekundärutbildningen gavs separat till kvinnor och män.
Det var inte förrän under 1900-talet, då samundervisning blev tillåten även i fransk sekundärutbildning, som flickskolorna blev överflödiga i Frankrike.

## Norge
Under 1700-talet brukade kvinnor ur den norska överklassen och medelklassen som regel antingen bli undervisade hemma eller skickas till någon flickpension i Danmark eller Tyskland, något som fortsatte att vara vanligt till senare hälften av 1800-talet.
Den herrnhutiska ledaren Catharina Freymann drev under 1730-talet en skola för flickor i Oslo. Under 1800-talet grundades många flickpensioner i Norge, ofta för elever ur medelklassen som ville lära sig bli lärare, och dessa kallades ofta guvernanteskoler. På 1820-talet fanns åtminstone fem flickskolor i Oslo, och 1837 fanns en flickskola motsvarande pojkarnas realskole i nitton av Norges städer.
År 1849 grundades Nissens pikeskole av Hartvig Nissen i Oslo, som kom att bli pionjärskolan för kvinnlig utbildning i Norge. Det var den första flickskolan i Norge som erbjöd seriös utbildning i akademiska kunskaper enligt en pedagogisk grundplan till kvinnliga elever, och den blev en förebild och en rollmodell för övriga flickskolor i Norge.  1862 infördes också en lärarinneutbildning för vuxna kvinnor på Nissens pikeskole, som var den mest avancerade formella utbildning en kvinna kunde få i Norge innan de norska universiteten öppnades för kvinnor tjugo år senare.
1882 fick kvinnor rätt att studera på universitetet, och därefter började flera allmänna gymnasier i flera städer ta emot flickor som elever: från 1890 studerade män och kvinnor tillsammans på lärarseminarier, och 1896 öppnades gymnasierna formellt för kvinnor.

## Ryssland
I Ryssland grundades en några små privata flickskolor av och för den europeiska kolonin i Sankt Petersburg efter Peter den stores moderniseringsreformer, men intresset för utbildning för kvinnor var mycket lågt. Utbildningsnivån även hos adliga kvinnor var låg, och det rapporteras att kejsarinnan Elisabet av Rysslands hovdamer knappt kunde läsa och inte hade något annat intresse än att mode och att spela kort. 
Utbildningshistorien för kvinnor i Ryssland började i princip när Katarina den stora år 1764 grundade de statliga pionjärflickskolorna Smolnyjinstitutet för adliga flickor i Sant Petersburg och Novodevitjijinstitutet för borgerliga flickor i Moskva året därpå.  Utbildningsnivån på dessa skolor var mycket hög även för västeuropeiska förhållanden, och de agerade förebilder för andra skolor.  Dessa två statliga flickskolor följdes av både privata flickskolor och statliga skolor som accepterade flickor i de längre klasserna: år 1792 fanns 302 statliga skolor med 17.178 elever i de europeiska delarna av Ryssland, av vilka 1178 var flickor.  
Statliga skolor accepterade dock bara flickor i småklasserna, och privata flickskolor gav en ytlig bildning med fokus på elevens utbildning till hustru och mor, eller tillräckliga kunskaper för att försörja sig om de misslyckades att gifta sig och tvingades försörja sig själva som sömmerska eller guvernant. Under första hälften av 1800-talet ökade flickpensioner av detta slag, kallade "institut", och blev alltmer populära: år 1843 fanns 36 sådana flickpensioner i Ryssland, och ökade snabbt för elever från både den adliga överklassen och borgerskapet, och det blev vanligt för rika familjer att placera dörrar i sådana pensioner då de var nio och låta dem uppfostras där tills de blev sexton och skulle giftas bort. 
På 1850-talet uppkom den organiserade ryska feministrörelsen, ledd av kvinnor ur överklassen som främst lade fokus på välgörenhet för fattiga kvinnor, och tillgång till högre utbildning för kvinnor ur över- och medelklassen, och de fick initialt stort stöd av manliga ryska intellektuella, som ansåg att Ryssland behövde fler flickskolor och att de som fanns var ytliga och fördummande.   
1857 öppnade den första statliga lyceumskolan för flickor, vilken motsvarade de statliga gymnasierna för pojkar, och därefter öppnades statliga gymnasier för flickor, som kallades lyceum, på många håll, och ett reglemente för statliga flickgymnasier utkom 1860. Till skillnad från pojkgymnasierna, vars uppgift (enligt 1864 års reglemente) var att förbereda eleverna för universitetet, var de statliga flickgymnasiernas mål främst att utbilda eleverna till framtida hustrur, vilket underströk deras olika roller.  Sedan livegenskapen upphävts 1861 etablerade sig ett nät av grundskolor i de ryska byarna: i dessa folkskolor undervisades flickor och pojkar tillsammans, men 1870 års skolstadga för flickgymnasier underströk att äldre flickor och pojkar inte fick undervisas tillsammans. 
Det reflekterade den vikt man fäste på könssegregering även på högre nivåer.  Kvinnor fick åhöra föreläsningar vid universiteten 1861 men det förbjöds igen 1863. För att undvika att kvinnor studerade utomlands öppnades Guerrierkurserna i Moskva 1872 och Bestuzjevkurserna i Sankt Petersburg 1878, men universiteten öppnades inte för kvinnor förrän 1905.  Flickskolor fortsatte vara det normala på mellannivån mellan grundskolan för barn och universitetet fram till den ryska revolutionen, varefter alla flickskolor avskaffades och manliga och kvinnliga elever fick tillgång till alla skolor på alla nivåer.

## Storbritannien
I 1700-talets England kunde flickor få basundervisning i byskolorna om deras föräldrar ville betala skolavgiften, men som regel ansågs det inte nödvändigt eftersom idealet för en flicka var att bli en hustru, och hon därför kunde få lära sig vad hon behövde kunna av sin mor eller, i de högre klasserna, av en guvernant.  
Söndagsskolorna var dock populära för flickor. För fattiga flickor som behövde arbeta för sin försörjning fanns välgörenhetsskolor för flickor som lärde dem vad de behövde kunna för att få ett arbete, oftast som tjänsteflickor, men som trots sin låga nivå ändå gav dem en högre kunskap i akademiska ämnen än de flesta kvinnor.
Från åtminstone cirka 1750 och framåt fanns det samtidigt gott om flickskolor i England, som grundades och drevs tillfälligt av kvinnor i behov av att försörja sig, eftersom det var ett av få möjligheter för en kvinna ur en högre klass att försörja sig på. Bland de kvinnor som drev sådana skolor fanns Jane Arden, Hannah More och Mary Wollstonecraft. Dessa flickskolor inriktade sig på att förbereda sina elever på en framtid som hemmafru och mor eller, om de misslyckades med att gifta sig, som lärare. Nivån på undervisningen i flickskolorna bedöms allmänt som mycket låg, eftersom akademiska kunskaper ansågs tillhöra mannens roll, men det var inte alltid fallet: Margaret Bryan, som drev ett antal flickskolor i London mellan 1795 och 1815, erbjöd till exempel undervisning i matematik och astronomi, ämnen som annars inte var vanliga i skolor för flickor. Det förekom också en hel del privata kurser och akademiska sällskap som erbjöd undervisning i akademiska ämnen för kvinnor, men dessa hade lärdom till syfte snarare än utbildning, då det tidvis var på modet för kvinnor att uppvisa akademiska kunskaper i sällskapslivet, men tanken inte var att de skulle använda detta till något annat. I Edinburgh i Skottland grundades under 1830-talet tre flickskolor som hade anseende om att erbjuda en hög nivå på sin undervisning. 
Kvinnors utbildning var föremål för debatt och 1848 grundades pionjärskolan Queen's College, London, följd av Bedford College (London) 1849, som introducerade en ny typ av seriös planmässig sekundärutbildning i akademiska kunskaper för kvinnliga elever, med sikte på yrkesarbete. År 1869 grundades Girton College, Cambridge, som lade vägen för universitetsutbildning för kvinnor, en reform som infördes 1876. Efter den stora utbildningreformen 1870 började alla skolor som inte motsvarade statens krav på seriös utbildning att stängas, och flickskolorna hade efter detta krav på sig att motsvara dessa riktlinjer. Flickskolorna började övergå i samskolor efter andra världskriget; Girton College införde samsundervisning 1976.

## Sverige

### Bakgrund
Under romersk-katolsk tid kunde flickor i Sverige undervisas i kloster av nunnor. Strax efter reformationen fungerade några av de före detta nunneklostren, som till exempel Sko kloster, under en övergångsperiod som flickskolor skötta av de före detta nunnorna. 
I 1571 års kyrkoordning uppmanades städerna att förse barn av båda könen med elementärbildning genom borgarskolor. Denna skolförordning infördes också på landsbygden genom 1686 års kyrkolag, där varje socken tvingades anställa en läromästare eller lärmoster för att lära alla barn av båda kön att läsa, räkna och skriva. Dessa förordningar efterföljdes och det nämns att flickor åtminstone i städerna gick i skola utan att det ansågs onormalt eller anmärkningsvärt: borgardöttrarna Cicilia Andersdotter Bange från Nylöse, född 1582; Dorothea Edamsdotter, född 1632 i Stralsund, och Ingeborg Olofsdotter, född 1637 i Alingsås, är alla exempel på flickor som uppges ha fått lära sig läsa, skriva, räkna och katekesen i "Barna-Schola". Detta handlade dock enbart om grundläggande undervisning för småbarn. Av sedlighetsskäl ansågs det vara nödvändigt med en skola enbart för flickor för att undervisa äldre flickor.
Sveriges första skola för flickor blev Rudbeckii flickskola i Västerås 1632. Det är oklart hur länge den var verksam, och någon ny skola för flickor grundades inte i Sverige förrän cirka hundra år senare. År 1732 nämns flickpensioner i verksamhet i Stockholm, och under 1700-talet grundades allt fler sådana i Sverige: vid sekelskiftet 1800 ska det ha funnits en flickpension eller mamsellskola i de flesta av Sveriges städer. De gjorde det möjligt för äldre flickor att studera, men denna typ av skolor erbjöd som regel endast en ytlig undervisning utan struktur. De undervisade i hushållskunskaper, kristendom, franska, dans och broderi och deras mål var att bilda eleverna inför äktenskapsmarknaden och målet att bli en idealisk hustru och mor snarare än för yrkesverksamhet.

### Den högre flickskolan
Under 1800-talet uppkom en ny typ av skola för flickor, som under seklets lopp långsamt började konkurrera ut den gamla typen. Medan den gamla flickpensionen hade som mål att utbilda eleven till hustru och mor, hade den nya som mål att erbjuda eleven en strukturerad undervisning i teoretiska kunskaper, som kunde användas för yrkesarbete och självförsörjning. Eftersom båda typerna i dagligt tal kallades för "flickskolor", började den nya typen av flickskola kallas "högre flickskola" för att mer tydligt skilja den från de gamla flickpensionerna.
Den första högre flickskolan i Sverige, som erbjöd en strukturerad undervisning i samma ämnen som pojkar, var Societetsskolan i Göteborg, som grundades 1786 av den herrnhutiska rörelsen. Det grundades också en rad yrkesfriskolor för fattiga flickor med syftet att lära dem att försörja sig själva. Bland de första av detta slag var Brandtiska flickskolan från 1807.
När den allmänna folkskolan för barn av båda könen infördes i Sverige 1842 fanns det omkring 30 flickskolor i landet. Av dessa räknades dock endast fem som högre flickskolor: Societetsskolan i Göteborg (1787), Askersunds flickskola i Askersund (1812), Fruntimmersföreningens flickskola i Göteborg (1815), Wallinska skolan i Stockholm (1831) och Kjellbergska flickskolan i Göteborg (1835).
Efter denna tidpunkt inleddes en kraftig expansion av seriösa flickskolor i Sverige: först i Stockholm, Göteborg, Norrköping, Malmö och Uppsala, och därefter från 1850-talet i mindre städer som Falun, Västerås, Uddevalla och andra småstäder, tills det under 1870- och 80-talen fanns flickskolor i de flesta av Sveriges städer. Skolorna grundades normalt sett antingen av en enskild pionjär, som regel en kvinna, eller också av en lokal förening som hade skapats för att ge flickor tillgång till undervisning i hemstaden. Varje stad hade sin lokala flickskolepionjär, och några fick också nationell betydelse. Cecilia Fryxell brukar räknas bland de första. Den ledande reformpedagogen för flickundervisning i slutet av 1800-talet var Anna Sandström, som 1882 gav ut sitt verk Realism i undervisningen.
Den nya flickskolan gav äldre flickor en mer seriös undervisning, och 1855 grundades också den första skolan för vuxna kvinnor: Klosterskolan (Uppsala). Ett genombrott var grundadet av Högre lärarinneseminariet i Stockholm 1861 (föregången av Lärokurs för fruntimmer), som var svenska statens första institution för utbildning av kvinnor, och som därefter försåg landets flickskolor med utbildade lärare. 1864 grundades också den första statliga flickskolan, Statens normalskola för flickor, som var Högre lärarinneseminariets övningsskola och som sedan stod som statlig rollmodell för Sveriges flickskolor. Från 1879 hölls regelbundet Flickskolemöten, konferenser om utvecklingen av flickskolorna i Sverige, där en viss samordning mellan Sveriges flickskolor åstadkoms. Staten intresserade sig för flickskolorna och utfärdade rekommendationer, bidrag och bildade utredningar kring ämnet från 1866 och framåt, men undervisning av flickor ovanför grundskolenivå och under universitetsnivå utlämnades till privata initiativ fram till 1904.
Från 1870 hade kvinnor möjlighet att avlägga akademiska examina vid universiteten i Sverige. För att kunna göra detta krävdes gymnasial kompetens. En sådan kunde män få på gymnasier, men de statliga gymnasierna var stängda för kvinnor fram till 1927. Tittar man i Lista över läroverk och realskolor i Sverige finner man att många flickskolor slutade ge studentexamen något efter denna tidpunkt medan andra tillkom. Möjligen återspeglar detta en nedgång av privata flickgymnasier och öppnande av offentliga. Kvinnor kunde i stället få gymnasial kompetens på de flickskolor som hade tilldelats dimissionsrätt, det vill säga rätt att anordna studentexamen. 
Från 1874 fick de två första flickskolorna i Sverige, Wallinska skolan och Lyceum för flickor i Stockholm, dimissionsrätt. De följdes av Ateneum för flickor och Åhlinska skolan; den första skolan utanför Stockholm som fick denna rätt var Tekla Åbergs högre läroverk för flickor i Malmö år 1898. Från 1874 tilldelade staten statligt stöd till de flickskolor som mötte kraven. Enligt riksdagsbeslut var villkoret för statligt bidrag bland annat att flickskolan tog emot frielever. De flesta flickskolor avslutades dock inte med studentexamen utan gav så kallad normalskolekompetens. 
Den högre flickskolan existerade parallellt med flickpensionerna och fattigfriskolorna för flickor. Flickskolorna hade till skillnad från flickpensionerna bestämda kursplaner, en medveten pedagogik och praktiserade moderna metoder. Till skillnad från fattigfriskolorna för flickor, gav de undervisning i främmande språk. År 1886 definierades en "högre flickskola" som en skola för flickor med minst femårig skolgång och undervisning i åtminstone ett främmande språk.

### Syfte
Flickskolornas mål var från början dubbla, dvs utbildningen syftade både till ett familje- och ett yrkesliv, men allmänbildningen var då inte åtskild från yrkesutbildningen, eftersom läraryrket sågs som en annan sida av kvinnans modersuppgifter. Från mitten av 1800-talet kom skolformens målsättning i ökad utsträckning att betona utbildningen för yrkeslivet, då den arbetsmarknad som stod öppen för kvinnor vidgades.
Den radikala Flickskolekommittén 1866 menade att flickskolorna borde ha som mål att bilda kvinnorna inför ett självförsörjande yrkesliv och inte ligga samhället till last, och vid samma tid började också en del lägre tjänstemannayrken som krävde utbildning att öppnas för kvinnor.
1909 sades flickskolans mål i en kungörelse vara detsamma som realskolans. Med normalskolekompetensens införande 1909 hade elementarskolornas och läroverkens för flickor utbildning officiellt blivit kopplad till arbetsmarknaden. Vid flickskolornas integrering i den offentliga skolorganisationen genom 1927 års skolreform, förändrades målet till att "bereda kvinnliga lärjungar/.../ tillfälle till inhämtande av ett högre mått av allmän medborgerlig bildning med hänsyn tagen till den kvinnliga ungdomens egenart samt att därvid tillika i större eller mindre utsträckning förbereda lärjungarna för praktisk verksamhet, särskilt inom hemmets område". Målformuleringen för flickskolan 1927 betonade utbildningens dubbla funktion, vilket explicit var en förstärkning av bildningen för hemmet.

### Avveckling
År 1904 infördes statliga samskolor, vilket gjorde flickskolorna mindre nödvändiga. Många av dem lades ned eller slogs samman med sina konkurrenter. Från 1909 ställdes flickskolorna under tillsyn av statliga utbildningsmyndigheter, och samma år öppnades vissa statliga mellanskolor för flickor. 1918 års skolkommission rekommenderade att staten tog över ansvaret även för flickors utbildning, och därefter blev målet att öppna också gymnasium och realskola för flickor. Efter att gymnasierna i Sverige öppnades för kvinnliga elever 1927 var flickskolorna inte längre nödvändiga. Privata flickskolor kunde från 1928 begära att få bli kommunaliserade. 1956 började skolformen att avvecklas i Sverige.
I Sverige pågick under 1940-talet ett försök i främst storstäder som Stockholm att inom ramen för folkskolan låta eleverna gå i könsblandade klasser under de första fyra åren och i särskilda pojk- och flickklasser under de sista fyra åren. Sedan splittrades klassen, pojkarna fick en lärare och flickorna en lärarinna. Detta berörde dock inte landsbygden och småstäderna, där klasserna var små och ofta var blandade både vad gällde kön och ålder. Termen flickskola användes dock aldrig om könsuppdelade klasser i folkskolan.
Flickskolorna började avvecklas då enhetsskolan och grundskolan gradvis infördes under decennierna efter andra världskriget. Enhetsskolan infördes på försök 1950 och 1962 infördes grundskolan, som kring 1972 var genomförd i hela Sverige. 1974 försvann slutligen de sista svenska flickskolorna.

## Tyskland
Tyskland var en föregångare i utbildning för flickor. Under 1600-talet växte grundskolor för småbarn och flickskolor för äldre barn fram i södra Tyskland (där de drevs av nunnor) och protestantiska Tyskland (där de främst drevs av pietister). Pietisten August Hermann Francke grundade redan år 1698 en flickskola, som räknas som Tysklands äldsta.  Under 1700-talet förekom sedan flickskolor av typen Töchterschule ('dotterskola') i tyska städer, vars syfte var att lära döttrar till den borgerliga medelklassen grundläggande kunskaper. Den andra typen av flickskolor var Mädchenpensionat, som kan jämföras med flickpensioner och som föredrogs av överklassen.
Under 1800-talet blev det vanligt med flickskolor av typen höhere Töchterschule ('Högre dotterskola'); den första som uttryckligen kallades så grundades i Hannover 1806. Syftet var att förbereda eleven för att bli hemmafru, men erbjuda en utbildning som gjorde det möjligt att försörja sig om hon misslyckades med att gifta sig. Denna högre flickskola blev under andra hälften av 1800-talet offentlig i många tyska städer, och motsvarade officiellt pojkarnas gymnasium. I slutet av 1800-talet fanns det till exempel 213 offentliga gymnasier för flickor och 656 privata i Preussen. I praktiken var dock utbildningen i flickors högre flickskola underlägsen den i pojkars gymnasier, och på 1890-talet uppkom en mängd seminarier för att kompensera för skillnaden. Först genom en reform 1908 fick Tyskland flickskolor samma utbildningsnivå motsvarande pojkars gymnasium. Detta var samma år som kvinnor formellt tilläts studera på universitet i Tyskland.

## USA
Den första skolan för flickor i Nordamerika var Ursuline Academy, New Orleans, en klosterskola för flickor, som grundades 1727. Herrnhutarna, som i enlighet med sin trosriktning trodde på utbildning för båda könen, grundade 1742 sin första flickskola, Bethlehem Female Seminary. Från 1767 och framåt grundade de flesta städer i New England skattefinansierade grundskolor för båda könen.    
USA:s system med självstyrande stater och privata initiativ i utbildningsystemet har gjort dess utbildningshistoria mindre enhetlig och svår att överblicka. Mellan 1815 och 1840 blev det vanligt med flickskolor av typen "Female seminary". Deras syfte var att utbilda kvinnor till antingen hemmafruar eller, om de misslyckades med att gifta sig, till kvalificerade lärare. Många av dessa hade en avancerad sekundärutbildning med diplom som motsvarade college för män. Emma Willard School i staten New York från 1821 brukar räknas som USA:s första högre utbildningsinstitution för kvinnor, och 1826 öppnade high schools i form av flickskolor i New York och Boston. 
Samundervisning inom sekundärutbildning och även universitetsutbildning förekom i vissa fall mycket tidigt: år 1803 var Bradford Academy i Bradford, Massachusetts öppet för båda könen, och 1855 tilläts kvinnor studera vid University of Iowa. Trots detta kvarstod flickskolor parallellt. Efter amerikanska inbördeskrigets slut utvecklades allt fler Female seminaries eller flickskolor till high schools och college. Parallellt kvarstod också flickpensionerna, vars enda mål var att utbilda eleverna till hemmafruar. I kontrast till Europa avvecklades aldrig flickskolorna i USA under 1900-talet, men allteftersom infördes samundervisning i många av de highschools, college och universitet som tidigare endast hade varit öppet för ett kön.